# North Pole
North Pole város az Amerikai Egyesült Államok Alaszka államában, Fairbanks North Star megyében. Lakosainak száma 2243 fő (2020. április 1.).

## Népesség
A település népességének változása:

| 2010 | 2 117 |
| 2020 | 2 243 |